# آلن باشونگ
آلن باشونگ (فرانسوی: Alain Bashung‎؛ ۱ دسامبر ۱۹۴۷ – ۱۴ مارس ۲۰۰۹) خواننده راک و بازیگر اهل فرانسه بود. وی بین سال‌های ۱۹۶۶ تا ۲۰۰۹ میلادی فعالیت می‌کرد.
وی همچنین برنده جوایزی همچون لژیون دونور شده است.